# Валері Буає
Валері Буає (фр. Valérie Boyer, * 11 червня 1962, Бурж, Франція) — французький політик. Обрана депутатом Національних зборів Франції від політичної сили «Союз за Народний Рух» від департаменту Буш-дю-Рон. Вона також є віце-мером Марселя.

## Біографія
Народилася в місті Бурж в сім'ї франкоалжирців, які щойно репатріювалися з Алжиру. Її батько працював у сфері міжнародної торгівлі. Вона пройшла підготовчі курси у ліцеї Marcelin-Berthelot, що в Сен-Мор-де-Фоссе. У 1984 році закінчила Інститут політичних досліджень d'Aix-en-Provence. Вона почала свою кар'єру як службовець у сфері соціального забезпечення. У 1997 році вона приєдналася до регіонального агентства госпіталізаціїfr в регіоні Прованс — Альпи — Лазурний Берег. Вона увійшла в політику в 2001 році під час муніципальних виборів в Марселі.
17 червня 2007 року Валері Буає була обрана депутатом 13 скликання у 8-му районі Буш-дю-Рон, перемігши у другому турі чинного депутата Кристофа Массе (СП), набравши 50,24% голосів у традиційно «лівому» районі.
Вона була призначена секретарем «Союзу за Народний Рух» в галузі охорони здоров'я.
У 2008 році переобрана радником Марселя та призначена заступником мера.